# Ralf Roth (Historiker)
Ralf Roth (* 6. Mai 1957 in Mainz) ist ein deutscher Historiker.

## Leben
Roth absolvierte ein Studium der Mittleren und Neueren Geschichte, Germanistik und Philosophie an der Johann Wolfgang Goethe-Universität Frankfurt am Main. 1996 wurde er mit dem Thema „Stadt und Bürgertum in Frankfurt am Main 1760–1914. Ein besonderer Weg von der ständischen zur modernen Bürgergesellschaft“ bei Lothar Gall promoviert. 2003 erfolgte die Habilitation am Fachbereich Philosophie und Geschichte der Universität Frankfurt am Main mit dem Thema „Die Herrschaft über Raum und Zeit. Der Einfluß der Eisenbahn auf die deutsche Gesellschaft 1800 bis 1914“. Seit 2009 ist er außerplanmäßiger Professor am Historischen Seminar der Johann Wolfgang Goethe-Universität Frankfurt am Main.
Roths Arbeitsgebiete sind die Verkehrs-, Sozial- und Stadtgeschichte. Er ist Mitglied der Frankfurter Historischen Kommission.

## Publikationen (Auswahl)
- Gewerkschaftskartell und Sozialpolitik in Frankfurt am Main. Arbeiterbewegung vor dem Ersten Weltkrieg zwischen Restauration und liberaler Erneuerung, Kramer, Frankfurt am Main 1991, ISBN 3-7829-0406-0.
- Stadt und Bürgertum in Frankfurt am Main. Ein besonderer Weg von der ständischen zur modernen Bürgergesellschaft 1760 bis 1914, Oldenbourg, München 1996, ISBN 3-486-56188-X.
- (Zusammen mit Lothar Gall): Die Eisenbahn und die Revolution 1848. DB AG, Berlin 1999.
- Der Eisenacher Kongress – An der Wiege der Sozialdemokratie. Katalog zur Ausstellung, Eisenach 2003.
- Das Jahrhundert der Eisenbahn. Die Herrschaft über Raum und Zeit 1800–1914, Thorbecke, Ostfildern 2005, ISBN 3-7995-0159-2.
- Städte im europäischen Raum. Verkehr, Kommunikation und Urbanität im 19. und 20. Jahrhundert, Steiner, Stuttgart 2009, ISBN 978-3-515-09337-8.
- (Hrsg.) Neue Wege in ein neues Europa. Geschichte und Verkehr im 20. Jahrhundert, Campus, Frankfurt am Main 2009, ISBN 978-3-593-38900-4.
- Wilhelm Merton. Ein Weltbürger gründet eine Universität. Societätsverlag, Frankfurt am Main 2010, ISBN 978-3-79731245-7.
- (Zusammen mit Lothar Gall und Jürgen Jeske): Eine bürgerliche Institution. Die Frankfurter Gesellschaft für Handel, Industrie und Wissenschaft – Casino-Gesellschaft von 1802, Societätsverlag, Frankfurt am Main 2010.
- Die Herausbildung einer modernen bürgerlichen Gesellschaft. Geschichte der Stadt Frankfurt am Main 1789–1866. Geschichte der Stadt Frankfurt a. M. Band 3, Thorbecke, Ostfildern 2013, ISBN 978-3-7995-0762-2.